# ماري جو فولي
ماري جو فولي (بالإنجليزية: Mary Jo Foley)‏ هي كاتِبة وصحفية أمريكية، ولدت في 1961 في الولايات المتحدة.